# Fudeko
Fudeko (ふでこ) est un prénom japonais féminin.

## En kanji
Ce prénom s'écrit entre autres sous les formes suivantes :
- ふで子 : les sons « fu », « de » et enfant
- フデ子 : les sons « fu », « de » et enfant
- 筆子 : pinceau et enfant
- 肇子 : début/première et enfant

## Personnes célèbres
- Fudeko Tanaka (1913-1981) est une actrice japonaise.